# Ангкор Ват
Ангкор Ват (кмер. អង្គរវត្ត) је џиновски комплекс храмова у Камбоџи. Недалеко од њега је храм Ангкор Том. Заузима површину од 2 km² и представља највећу верску грађевину на свету. Налази се на месту старе престонице Кмерског царства, Ангкора, око 240 km северозападно од Пном Пена, у близини града Сијем Реапа, северно од језера Тонле Сап.
Саграђен је у доба краља Сурјавармана II почетком 12. века као државни храм. Кроз целу своју историју задржао је религијску намену. Првобитно је био хиндуистички храм посвећен богу Вишнуу, а касније је постао будистички. Ангкор Ват симболизује врхунац класичног стила архитектуре из доба Кмерског царства. Храм је постао симбол Камбоџе и појављује се на државној застави. Представља главну туристичку атракцију земље и налази се на УНЕСКО-вој листи светске културне баштине.
Ангкор Ват комбинује два основна плана архитектуре Кмерског храма: Храм − планина и касније храм са галеријом . Пројектован је да представља планину Меру, дом дева у хиндуистичкој митологији: унутар тврђаве која је више од 3 km дугачка и унутрашњи зид који је 36 km дугачак, налазе се три правоугаоне галерије, свака подигнута изнад наредне или следеће. У центру храма стоји кенкокс од пет торњева. За разлику од многих Ангкоршких храмова, Ангкор Ват је оријентисан ка западу, стручњаци тј. научници су подељени у симболици тога. Храму се диве због своје грандиозности и хармонији архитектуре, издужених и великих бас рељефа исклесаних на камену са сликама и сценама из периода Кмерског царства , као и због безбројних девата или дева које су исклесане и остале очуване на зидовима храма.
Савремено име, Ангкор Ват - „Градски храм“, користи се од 16. века,. Пре тога храм је био познат под именом Преа Писунлок, по посмртној титули краља Сурјавармана. Ангокор значи „град” или „главни град”, а реч потиче од санскриптске речи нагара. Ват на кмерском значи „основа храма”.

## Историја
Градња је започела у време краља Сурјавармана II (владао 1113—1150). Посвећен је богу Вишнуу и саграђен је као краљевски државни храм. Током 14. или 15. века храм је од хиндуистичког постао будистички, што је остао до данас. После 16. века био је запуштен, али никад није био потпуно напуштен. Његови канали су пружали довољну заштиту од напада из џунгле. Оригинално име храма се не зна, а модерно име је настало у 16. веку и значи „градски храм“. Од Европљана први га је посетио португалски монах Антонио да Магдалена 1586. Међутим храм је популаризован на Западу тек у 19. веку после путописа француског истраживача Анрија Муоа 1861. Анри Муо упоређује Ангкор Ват са Соломоновим храмом. Сматра га величанственијим од свих грађевина античког Рима и Грчке.
Ангкор Ват је захтевао велику рестаурацију током 20. века. Грађански рат у Камбоџи и владавина Црвених Кмера прекинула је те радове. Храм је постао симбол Камбоџе и налази се на застави Камбоџе.

### Савремено откриће
Француски истраживач Херин Моухоут изненадио је 1858. године свет својим открићем. Он је усред џунгле Камбоџе открио храм, који да је величанственији од свега што су и Грчка и Рим оставили иза себе. Ускоро се открива како Ангкор Wат није некаква јединствена ствар, већ део големог комплекса грађевина храмова и палата изграђених у годинама 800. до 1200. на површини од готово 80 km². Нешто касније дошло се до спознаје како је некада у џунгли Камбоџе морало бити изграђено на хиљаде храмова, „читава прашума обрађеног камена“, а све је то сачинио народ по имену Кмери.

### Данашња ситуација
У другом делу 20. века због политичке ситуације у Камбоџи, тачније и због комунистичког режима Црвених Кмера током 1975. до 1979. године, они ни ову религијску светињу нису поштедели у пуцњави и обрачуну против вијетнамских снага . Готово да није било могуће радити на рестаурирању објеката, био је дуго запостављен. У данашње време различите организације покушавају да зауставе даље пропадање Ангкор Вата и вршиле су обнове и рестаурације .
Поред многобројних туриста, којих је на милионе, овај храм дневно посећују и будистички монаси.

## Архитектура

### Структура
Ангкор Ват је јединствен споменик, комбинација храма-планине, стандардног плана храмова древне кмерске државе, и утицаја из Орисе и Тамил Надуа у Индији. Храм симболизује планину Меру, дом хиндуистичких богова. Централни храм симболизује њених пет врхова, а зидине и широки опкоп симболизују планине и океан. Централни торањ је висине 65 m. Приступ вишим зонама храма је био омогућен само одабранима, док је лаицима био дозвољен приступ само најнижем нивоу храма.
Спољни зид је 1025 са 805 m и висок је 4,5 m, а окружен је са 30 m отвореног поља, после чега се налази канал широк 190 m. Приступ храму је са истока и запада преко канала. Спољни зид заузима 802.000 м² и унутар зидина се налазио град и краљевска палата.
За разлику од већине кмерских храмова, Ангкор Ват је оријентисан ка западу, а не ка истоку. Због тога многи историчари сматрају да је ово требало да буде Сурјаварманова гробница. Још један доказ су барељефи који се нижу у обрнутом редоследу који је карактеристичан за браманске погребне обреде. Неки други истраживачи су уочили да још неки храмови Ангкора одступају од типичне оријентације ка истоку и тумаче да је храм био посвећен богу Вишнуу, који је повезиван са западом.

### Стил
Ангкор Ват је изванредан пример класичне кмерске архитектуре, која по овом храму носи име Стил Ангкор Вата. До 12. века кмерски архитекти су стекли вештину и самопоуздање у употреби пешчара. Већина видљивих зидова израђени су од блокова кречњака. Материјал за спајање блокова још увек није идентификован, а претпоставља се да је то била смола, или калцијум-хидроксид.
Историчари уметности истичу складан дизајн храмова Ангкор Вата. По Морису Глејзу, конзерватору Ангкор Вата средином 20. века, храмови постижу класичан склад уздржане монументалности, фино балансираних архитектонских елемената и прецизних пропорција. То је дело „снаге, јединства и стила“.

## Ангкор Ват данас

### Обнова и конзервација
Као и код већине других древних храмова у Камбоџи, Ангкор Ват се суочио са великим оштећењима и погоршањем услед комбинације прекомерног биљног раста, гљивица, померања земљишта, оштећења и крађе. Ратна оштећења храмова Ангкор Вата, међутим, била је врло ограничена, у поређењу са осталим рушевина храмова у Камбоџи, а исто тако ова локација је имала најпажљивију рестаурацију.
Рестаурација Ангкор Вата у модерном добу је почела оснивањем Conservation d'Angkor (организације за конзервацију Ангкора) од стране Француског института за Далеки исток (EFEO) 1908. године; пре тога су активности на овој локацији биле примарно концентрисане на истраживање. Организација за конзервацију Ангкора је била одговорна за истраживања, конзервационе и рестаурационе активности које су спровођене у Ангкору до раних 1970-их, и велика рестаурација Ангкора је предузета 1960-их. Међутим, рад на Ангкору је напуштен током ере Црвених Кмера и конзервација Ангкора је распуштена 1975. године. Између 1986 и 1992, Археолошки преглед Индије је извео рестаурационе радове на храму, пошто Француска није признавала камбоџанску владу у то време. Критике су покренуте у погледу раних француских покушаја рестаурације, као и каснијег индијског рада, услед забринутости због оштећења на површини камена учињених употребом хемикалија и цемента.
Године 1992, након апела за помоћ Нородом Сиханука, Ангкор Ват је уведен у Унесков списак угрожених места Светске баштине (касније је уклоњен 2004) и дат му је статус локалитета светске баштине заједно са апелом Унеска међународној заједници да сачува Ангкор. Неколико земаља као што су Француска, Јапан и Кина тренутно су укључене у различите пројекте конзервације Ангкор Вата. Немачки пројекат конзервације Апсара (GACP) ради на заштити од оштећења девата, и других бас рељефа који украшавају храм. Истраживање ове организације је показало да је око 20% девата у веома лошем стању, углавном због природне ерозије и детериорације камена, али делом и због ранијих рестаурација. Други радови подразумевају санацију срушених делова конструкције и спречавање даљег колапса: западну фасаду горњег нивоа, на пример, подупирала је скела од 2002. године. Јапански тим је комплетирао рестаурацију северне библиотеке спољашњег круга 2005. Фонд за светске монументе је започео конзервациони рад на галерији Мора млека 2008. године, након неколико година изучавање њеног стања. Овим пројектом је обновљен традиционални Кхмерски кровни систем и уклоњен је цемент који је кориштен у ранијим рестаурационим покушајима, који је узроковао унос соли у структуру иза бас рељефа, обезбојење и оштећење обликованих површина. Главна фаза рада је завршена 2012, а финална компонента је био завршетак инсталације детаља на крову галерије 2013. године.
Утврђено је да микробни биофилмови деградирају пешчар у Ангкор Вату, Преа Кану, Бајон и Западном Прасат у Ангкору. Филаментозна цијанобактерија отпорна на дехидрацију и радијацију може да произведе органске киселине које деградирају камен. Тамне филаментозне гљивице су пронађена у унутрашњим и спољашњим узорцима из Преа Кана, док је алга Trentepohlia нађена само у спољашњим узорцима, љубичасто замрљаног камена. Репликати су исто тако направљени као замена изгубљеним или оштећеним скулптурама.

## Национално значење
Ангкор Ват је данас најзначајнији национални симбол и репрезентира кмерску културу и камбоџански народ. Његова слика налази се на бројним државним симболима па је тако на државној застави и новчаници од 500 риела. Чак и у време владавине Црвених Кмера , златна силуета храма била је део камбоџанске заставе.